# فيليب هوفمان (مهندس معماري)
فيليب هوفمان (و. 1806 – 1889 م) هو مهندس معماري ألماني، توفي عن عمر يناهز 83 عاماً.

## معرض صور

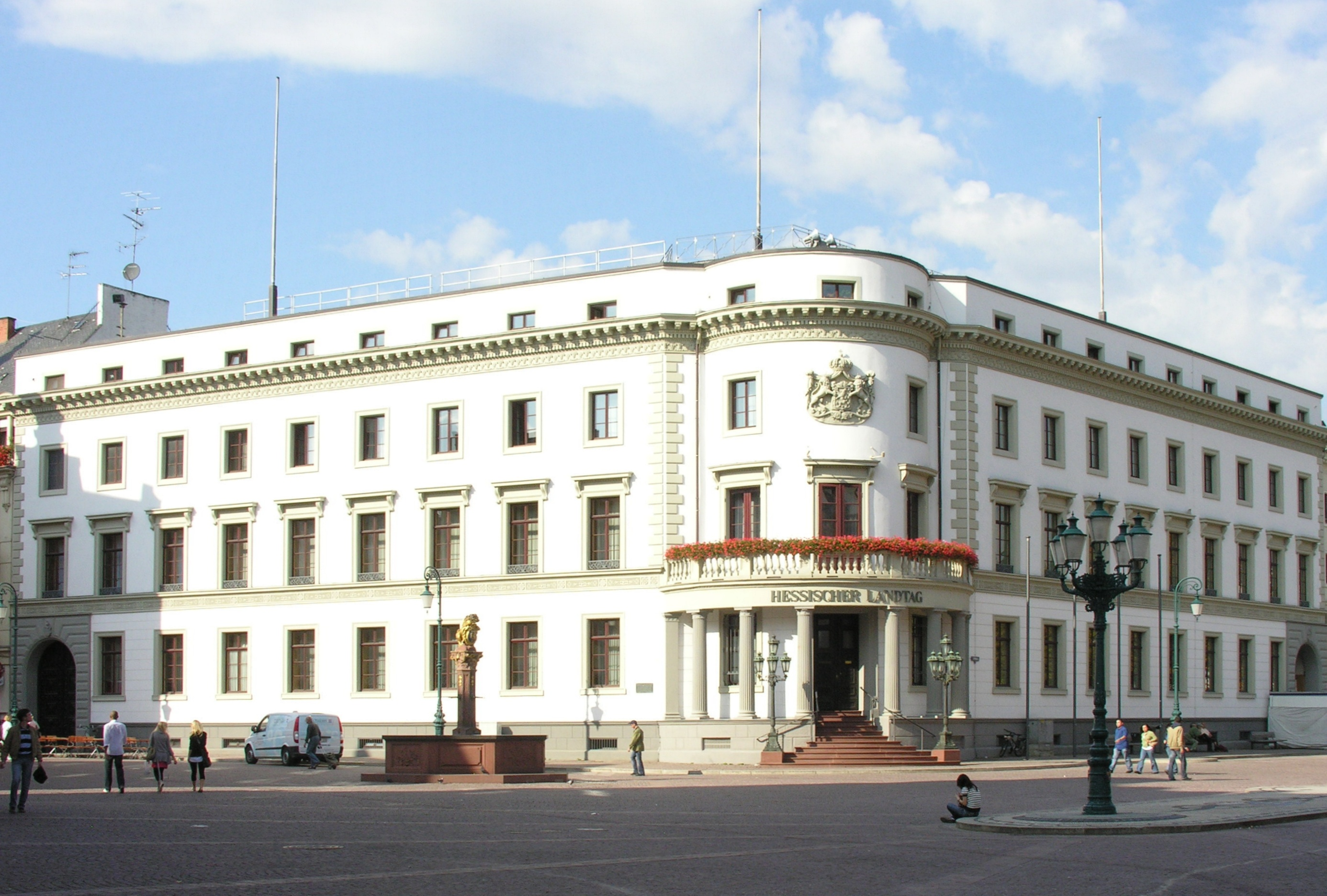
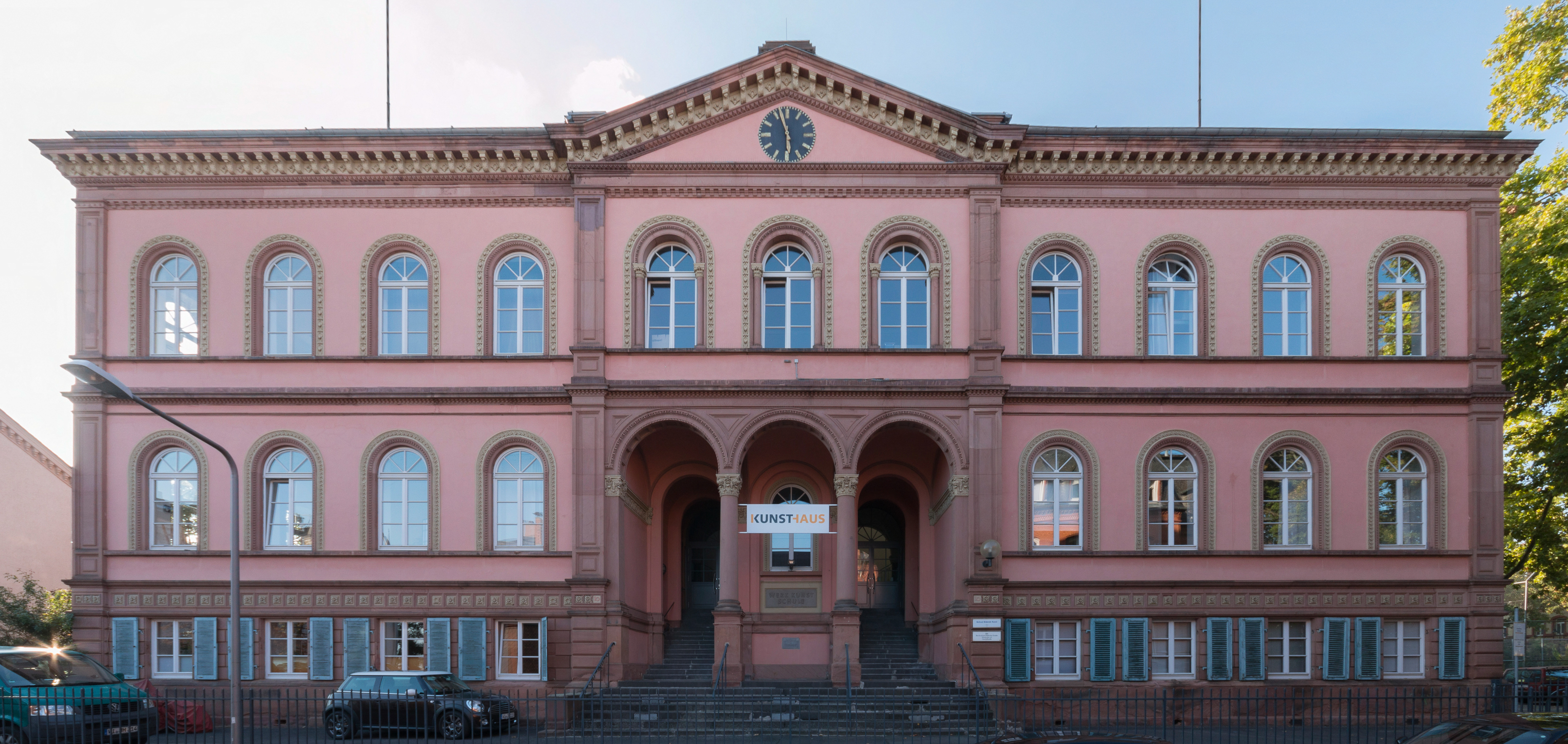
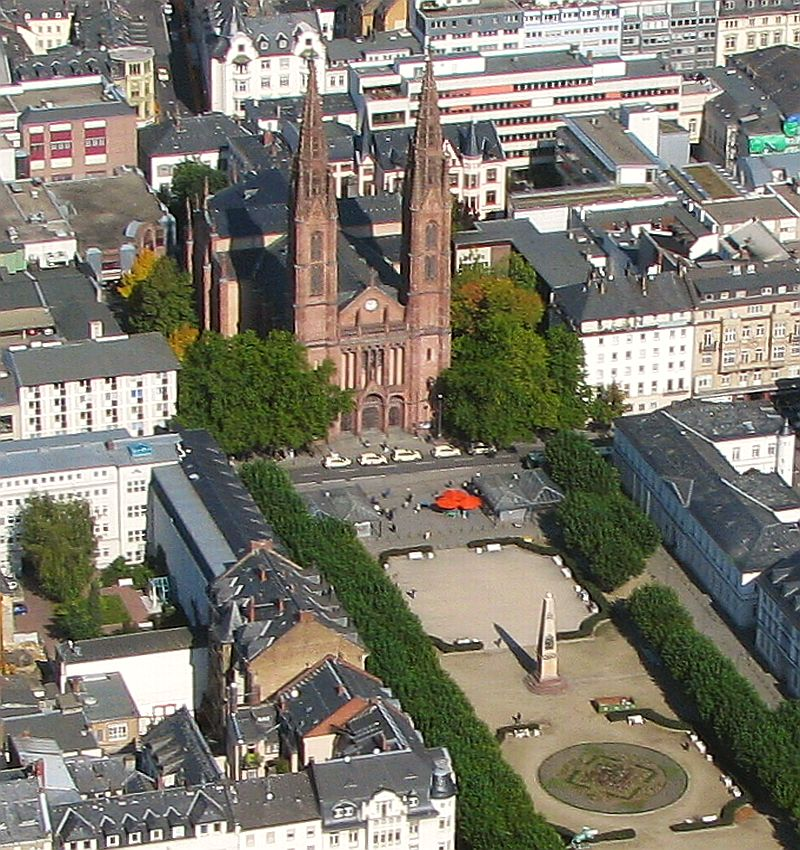
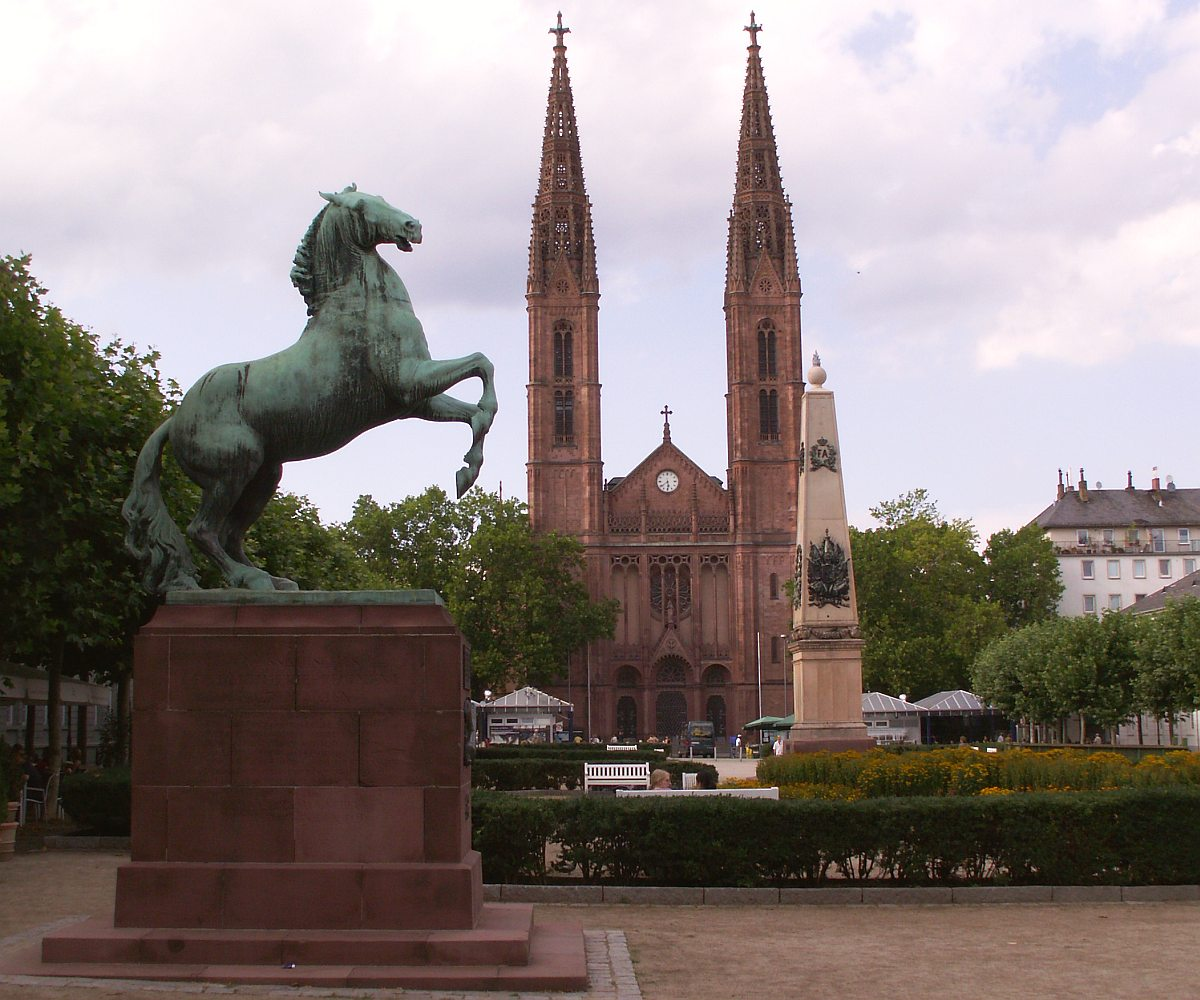
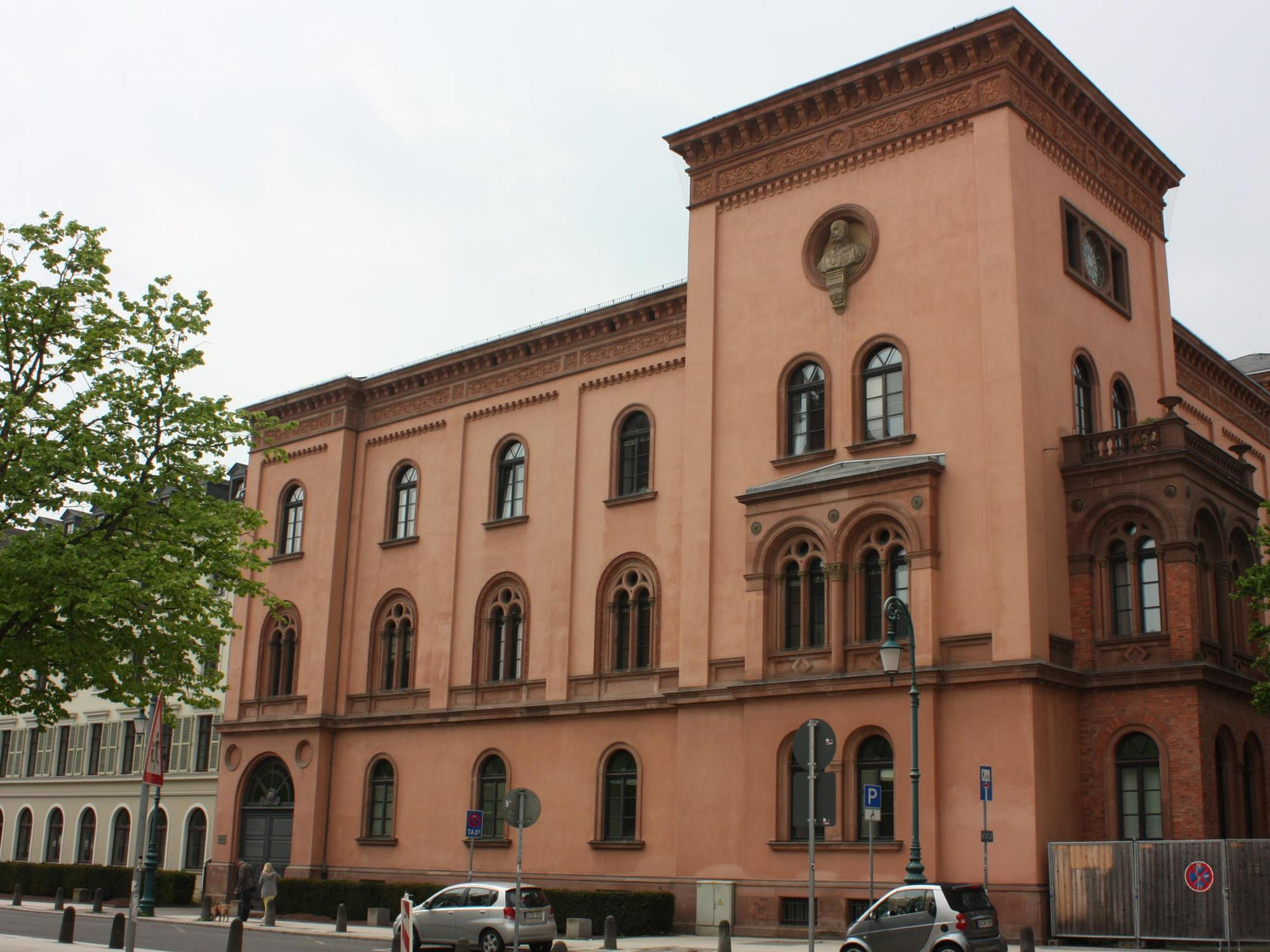